# Loryfiand et Chifmol

Loryfiand et Chifmol est une série de bande dessinée franco-belge humoristique créée dans Spirou n° 1499 par Serge Gennaux, rejoint par Raoul Cauvin au scénario dès la seconde histoire.

## Synopsis
Les aventures de deux bandits dont les coups ratent toujours.

## Les personnages
- Loryfiand, le chef est bête et méchant.
- Chifmol, le second est bête aussi.

## Publication

### Album
- Edition Coffre à BD :

1. Loryfiand et Chifmol

### Pré-publication
La série est publiée dans Spirou entre 1967 et 1978. Une histoire a été republiée en 1996 dans le n° 3025.